# Власотинце у Народноослободилачкој борби
Власотинце је у току Другог светског рата било окупирано 10. априла 1941. године, а ослобођено 10. октобра 1944. године. У току троипогодишње окупације, на подручју бившег Власотиначког среза био је веома активан партизански Народноослободилачки покрет (НОП), који је организовала и предводила КП Југославије. Вршењем у почетку мањих саботажа и диверзија, а касније крупнијих оружаних акција, као и заузимањем Власотинаца, неколико пута у току рата, партизанске снаге са овог подручја су за себе везале знатан број окупаторско-квислиншких јединица чиме су дале знатан допринос ослободилачкој борби народа Југославије.

## Окупација и прве устаничке акције
Власотинце је окупирано 10. априла 1941. године, када су у њега ушле трупе Вермахта из Краљевине Бугарске. Симболичну предају града извршио је тадашњи председник општине Христивоје Пејић, уз учешће полицијског апарата и представника цркве. Убрзо потом успостављена је демаркациона линија (граница) која је Власотиначки срез поделила на немачку и бугарску окупациону зону. Граница је успостављена на линији – Љуберађа-Лопушке Мејане-Дедина Бара-Ораховица.
У току маја и јуна, чланови Комунситичке партије Југославије (КПЈ) радили су на организовању Народноослободилачког покрета (НОП), чије су акције отпочеле у току јула. Најпре су вршене ситне акције као што је паљење квинслишке штампе, а пре свега „Новог времена“. Ову акцију извели су омладинци Ђорђе Младеновић, Петар Стојановић и Чедомир Стефановић из Власотинца, Миодраг Миленковић из Шишаве и Петар Станковић из села Орашје. Прва оружана акција изведена је 26. јула у рејону железничке станице Ђорђево, на прузи Београд–Скопље. У овој акцији учествовали су припадници ударних група из Власотинца и села Орашја, а њоме је руководио омладинац Синиша Јанић. Тада је посечена телефонско-телеграфска жица у дужини од 500 метара. Због прекида веза саобраћај није радио до сванућа. За време извођења акције дошло је до борбе са бугарским оружаним снагама које су обезбеђивале пругу.
Убрзо потом 29. јула на путу Власотинце–Лесковац, на делу између села Балутовца и Јужне Мораве, изведена је акција сечења телефонско-телеграфских веза, овом акцијом је руководио Милорад Диманић, народни херој. Већ следећег дана 30. јула извршен је напад на стражу фабрике металних производа у селу Стајковцу. Напад су извршили припадници Орашачке групе. Заплењене су две пушке, око 200 метака и један радио-апарат, који је касније коришћен за слушање радио-вести из Москве и Лондона.
Од јула месеца па до краја 1941. године (највише у јулу и августу) у Власотинцу и околним селима формиране су ударне групе. То су биле прве оружане устаничке снаге, које су бројним акцијама узнемиравале окупаторско-квислиншке снаге и најавиле почетак борбе против непријатеља. Ударне групе у власотиначком крају су углавном сачињавали чланови Комунистичке партије и СКОЈ-а као и други родољуби.
Припадници Орашачке групе су 2. августа упале у село Козаре и од квинслишке посаде одузели извесну количину оружја. Убрзо потом, 5. августа комбинована група из села Орашја и Градишта упала је у просторије финансијске страже у селу Дадинцу и запленила извесну количину оружја. Овом акцијом су руководили Чедомир Станковић и Добривоје Станковић, а заплењено наоружање је искоришћено за наоружавање једног одељења Власотиначке чете. Шишавачка и Орашачка ударна група су 15. августа извеле акцију на стражу електричне централе у селу Манастиришту, разоружали је и запленили оружје и извесну количину машинског уља. Акцијом су руководили Миодраг Мија Миленковић и Чедомир Станковић. Већ наредног дана, 16. августа изведена је акција на железничкој прузи Лесковац–Грделица, а овом акцијом су руководили Милорад Диманић и Милутин Станковић.

## 1941. година
У ноћи 29/30. августа Кукавички партизански одред је са планине Кукавице дошао у рејон Власотинца (Давинићево браниште), где је преданио и извршио извиђање за напад на квислиншке снаге у Власотинцу. Припадници ударне групе Ђура Јовић, Драгољуб Јовић и Ђорђе Младеновић су те ноћи под руководством Новице Илића, на конспиративан начин, изнели храну из Власотинца до места логоровања одреда. Месец дана потом увече 30. септембра 35 партизана из Кукавичког одреда и око 35 припадника ударних група из Власотинца и Орашја, извршило је напад на жандармеријску станицу у Власотинцу. Тада је заробљено 35 жандара на челу са командиром потпоручником Александром Арсиновим. Заплењена је општинска и среска архива, као и бугарски магацин исхране. Партизани су све заплењено – шећер, маст, алву и друго разделили народу.
Након акције у Власотинцу, партизани су 1. октобра запалили општинску архиву у cелу Орашју, а затим заплењеним аутобусом разоружали мостовску жандармеријску стражу на јужној Морави, код села Гложане и исте ноћи пре сванућа напали бугарску посаду на железHичкој станици Ђорђево. Потом је 10. октобра Бабички партизански одред у селу Дрћевцу, код Власотинца разоружао 15 четника Косте Пећанца. Власотиначка десетина из Кукавичког партизанског одреда је са планине Кукавице прешла у рејон Власотинца и 12. октобра код села Градишта напала граничне објекте на демаркационој линији (граници). У овој борби погинуло је пет бугарских граничара, од којих су двојица били подофицири. Био је и рањен један партизан Бора Јовановић из села Орашја. Два дана потом, 14. октобра Власотиначка десетина, заједно са припадницима Орашачке ударне групе, разоружала је у селу Ладовица четнике Косте Пећанца и њиховог четовођу командира чете Танасија Тасу Станковића. Синиша Јанић је тада у кући кмета Живана Петровића разоружаним четницима објаснио циљеве Нарослободилачке борбе, а затим им је наредио да иду кућама.
На Бабичкој Гори је 15. октобра извршена реорганизација партизанских снага на овом терену. Од групе бораца који су крајем септембра дошли са планине Кукавице и нових бораца, који су у међувремену дошли из Власотинца и Пусте реке, реорганизован је Бабички партизански одред. Одред је имао око 35 партизана од којих су формиране три десетине и то – власотиначка десетина од бораца из власотиначког краја, којом је командовао Милорад Диманић, десетина из пусторечког и десетина из врањског краја.
Власотиначка и пусторечка десетина су у периоду од 16. октобра до 21. новембра извеле низ акција – саботаже на прузи Печењевце–Лесковац, паљење архиве и заплена жита у Косанчићу, разоружавање четника Косте Пећанца у селу Црквица, напад на рудник Леце, прво ослобађање Лебана и друго. Власотиначка десетина из састава Кукавичког одреда запалила је 23. октобра општинске архиве у селима Крушевица и Доњи Дејан. По повратку из акције четници Јована Корвинског су заробили Луку Анђелковића из Брезовице, па га после десетодневног мучења предали Немцима, који су га затворили у концентрациони логор на Црвеном крсту. Он је 12. фебруара 1942. године учествовао у чувеном бегу логораша, али је био ухваћен и стрељан на Бубњу. Партизани су 21. новембра извршили други напад на жандамериско-четничке снаге у Власотинцу. Нападом је руководио командант Кукавичког партизанског одреда Вујадин Белцић, а у овој борби је погинуо партизан Александар Младеновић из Врања.
У борбама са бугарским снагама код села Тулова, у близини Власотинаца 5. новембра је погинуо политички комесар Бабичког партизанског одреда Владимир Ђорђевић, народи херој. Одлуком Окружног комитета КПЈ за Лесковац, 15. децембра је реорганизован Бабички партизански одред. Од три постојеће десетине формиране су три чете. Прва (моравска) чета са седиштем у манастиру Света Богородица, која је имала рејон дејства у долини Јужне Мораве и према Лесковцу. Друга (власотиначка) чета са седиштем најпре у селу Јасеново, а затим у Комарици и Липовици и имала је рејон дејства у троуглу: Грделица, Власотинце, ушће реке Власине у Јужну Мораву. Трећа (заплањска) чета са седиштем у селу Велики Крчимир, а њен рејон дејства је био према Бабушници и Нишу.
Друга (власотиначка) чета је 16. децембра запалила општинске архиве у селима Конопница и Шишава, где су потом одржани народни зборови. Након тога од 18. до 20. децембра одржани су народни зборови у селима Орашју, Градишту, Дадинцу и Јастрепцу, на којима је говорио политички комесар чете Синиша Јанић. Потом је 21. децембра ова чета разоружала 16 финанса у селу Бољаре и одузела им оружје и униформу. До краја године одржани су зборови у селима Липовици, Рајном Пољу, Орашју, Слатини, Бељаници и Манојловцу, са великом посетом грађана, а биле су одржаване и приредбе.

## 1942. година
На самом почетку 1942. године, Прва десетина Власотиначке чете је 10. јануара наишла на четничку заседу код села Завидинце, код Бабушнице. Неколико дана потом – 16. јануара Власотиначка чета је на путу Липовица-Средор наишла на још једну жандармеријско-четничку заседу. Упркос томе, једна десетина Власотиначке чете је 18. јануара минирала електричну централу у селу Манастириште, а сутрадан 19. јануара политички комесар Власотиначке чете Синиша Јанић говорио је на народном збору у селу Конопница.
До краја јануара Власотиначка чета је извела још неколико већих акција од којих се истиче акција од 20. јануара када је минирала мост на Јужној Морави и тим спречила напад немачких и бугарских снага из Лесковца, приликом трећег напада на жандармериско-четничке снаге у Власотинцу. Потом је 27. јануара заузето село Крушевица, где је одржан народни збор, а сутрадан 28. јануара је извршена акција сечења телефонских жица и стубова у дужини од пет километара на путу ид Крушевице до села Свође.
Нова Четврта (власотиначка) чета у саставу Бабичког партизанског одреда је била формирана 14. фебруара и њена позиција је била у селу Јасенову. Већ сутрадан 15. фебруара ова чета је кренула у део власотинског среза под контролом Бугара и стигла у село Црна Бара, где је истог дана био одржан народни збор. Током ноћи 15/16. фебруара чета ке из Црне Баре кренула је ка долини реке Власине, коју је пре сванућа прешла између села Бољаре и Крушевице. У свануће чета је стигла у село Равни Дел, одакле је пре задрзавања наставила покрет у правцу села Градиште. Ту је створила основицу за продор према Црној Трави. У циљу обезбеђења чете са правца Власотинца и Грделиће, из Градишта је у село Дадинце послата десетина Светомира Стоиљковића Мићка. Ова десетина је 20. фебруара у Грделици разоружала немачку фабричку стражу и варошку стражу недићеваца и заполенила оружје, машину и шапилограф, са којим је умножаван касније пропагандни материјал и растуран около Власотинца и Грделице.
Део Четврте (власотиначке) чете је 22. фебруара са политичким комесаром чете Синишом Јанићем прешао на окупирану територију под контролом Бугара, на терен села Бистрица, Брод и Црна Трава. Ту је 23. фебруара у Горњој Бистрици група партизана (десетар Вукашин Стољковић, Чедомир Станковић) пронашла и ликвидирала мајора бивше Југословенске војске Јована Филиповића који је вршио агитацију за четнике Драже Михаиловића.
На подручју окупираном од Бугара партизани су 25. фебруара први пут одржали народни збор у селу Добро Поље. Окупљеним људима говорио је политички комесар Четврте (власотиначке) чете Синиша Јанић. После збора у селу је као сарадник окупатора ухапшен и убијен свештеник Стеван Земцов, који је био белоемигрант из Русије. У повратку за Градиште партизанима су се прикључила група нових бораца – Александар Стојановић Ратко, Мирко Сотировић Сотир, Радосав Митровић, Марга Поповић (жена Милентије Поповића), Гргур Поповић, Његош Спасић, Душан Милићић Лаке, Милорад Стоиљковић, Љубомир Виденовић и Драгомир Станковић. Сутрадан 26. фебруара чета је одржала збор у селу Велика Сејаница, где је потом ухапсила председника општине Крсту Величковића и његову жену, јер су величали немачку силу, поздрављали хитлеросвским знаком и држали слику Адолфа Хитлера у кући. Услед све чешћих акција партизана на територији коју су окупирали Бугари, 1. марта је пуковник Стојановић, командант 13. бугарског пешадијског пука, са положаја у рејону Јастебца поставио ултиматум предаје политичком комесару Четврте (власотиначке) чете Синиши Јанићу, који је ово добио.
Са Бабичке Горе се 2. марта пробила група од око 20 партизана, која се по доласку у село Градиште прикључила Четвртој (власотиначкој) чети. Сутрадан је извршена реорганизација ове чете и формиране су четири самосталне десетине и једна група – Врањска десетина од бораца из врањског и кумановског краја, командир десетине био је Станоје Лазаревић Милтен, а политички делегат Христијан Тодоровски Карпош; Л лужничка десетина, састављена од бораца из Власотинца, Лесковца и Лужничана, командир десетине је био Живојин Николић Брка), а политички делегат Драгомир Николић Аца; Црнотравска десетина састављена од бораца из Црне Траве, командир је био Александар Стојановић Ратко, Бродска десетина од борава из села брода и неколико власотинчана и Власотиначка десетина коју је сачињавала команда бивше Ччетврте (власотиначке) чете са групом бораца из власотиначког краја, руководилац је био Милорад Диманић, а политички делегат Синиша Јанић.
У борби код села Бежиште, падинама суве планине, 13. марта погинуо је командант Бабичког партизанског одерда Обрад Лучић Милутин, а заробљена Добрила Стамболић Лела, која је била политички комесар чете. Она је касније предата Немцима и стрељана на Бубњу код Ниша. Средином марта у широкој акцији бугарских и квинслишких снага, у потпуности је уништен Бабички партизански одред. Велики број партизна је погинуо, а њих око 200 је било интернирано у логоре у Норвешкој.
У току априла група партизана из села Орашја је по наређењу Милорада Диманића и Синише Јанића, ликвидирала разбојничку групу, која је пљачкала људе у власотиначком крају. Такође у овом периоду су делови 13. бугарског пешадијског пука из Лесковца, уз садејство четничког одреда Јована Ивковића Корвинског из Власотинца и Српске државне страже из Грделице, вршили опсежну потеру за хватањем Синише Јанића, организатора устанка у Власотиначком срезу. Упоредо са потером за партизанима бугарске окупационе снаге су почетком маја извршили масовна хапшења активиста и сарадника Народноослободилачког покрета у околиним селима, а међу њима и у Добровишу, Столу, Свођу и Козилу.
Група партизна је у току јуна организовала атентат на четничког војводу Јована Ивковића Корвинског (четници Косте Пећанца). Овај атентат је неуспешно извршен 23. јуна на другом километру пута Власотинце–Лесковац, а групу скојеваца која га је извршила су сачињавали: Драгољуб Јовић, Владимир Јовановић Дулац и Ђура Цекић. Већ сутрадан у Власотинцу су четници Косте Пећанца ухапсили групу активиста НОП-а, под сумњом да су организатори атентата. Ову групу су сачињавали – Добривоје Дикић, Славиша Јовић, Миља Калановић и Вера Поповић. Они су из четничког затвора били предати Гестапоу у Лесковцу, а одатле су Добривоје Дикић и Миља Калановић, били спроведени у немачки концентрациони логор на Црвеном крсту у Нишу. Главни атентатори Драгољуб Јовић Лука и Владимир Јовановић Горћа, су 20. августа у повратку са задатака код села Липовица наишли на четнике Косте Пећанца, који су заробили Јовановића и предали га Немцима. Он је касније из логора на Црвеном крсту у Нишу успео да побегне, али је био поново ухапшен, предат Немцима и стрељан.
Средином јула 1942. године извршена је реорганизација партизанских јединица у четири самостална вода – Варденички вод, са дејством у рејону Сурдулице и Пчиње, командир Александар СтојановићРатко, а политички делегат Душан Девеџић Жика; Пољанички вод, са дејством на левој обали Јужне Мораве и Владичиног Хана, командир Живојин Николић Брка; Црнотравско-лужнички вод, са дејством у рејону Црне Траве и Лужнице, командир Мирко Сотировић Сотир, политички делегат Драгомир Николић Аца; Власотиначко-бабички, командир Милорад Диманић Милош, политички делегат Синиша Јанић.
Септембра 1942. године група четника Драже Михајловића, предвођена поручником Живојином Митићем, продрла је на црнотравски терен и код села Млачиште у Синадиновој воденици, заробила партизане Драгољуба Петковића Столета и Милорада Величковића Часлава, као и сараднике НОП-а Синадина Миленовића и Ватрослава Стојановића. Четници су заробљенике дотерали у село Банковце, где су на интервенцију мештана, пустили Синадина и Ватрослава, а Столета и Часлава повели у Доњу Лопушњу. У махали Ивковци заробљене партизане чували су четници Чедомир Ристић и мобилисани младић Давид. Када је пијани Ристић задремао, Давид је одвезао партизане, а затим своју пушку дао Чаславу. У пушкарању које је настало, погинуо је Часлав, а нешто касније Ристић је убио мобилисаног четника Давида. Столе је успео да побегне кроз прозор. Сељаци су потом партизана Часлава и младића Давида сахранили у исту раку.
Почетком новембра 1942. године организована је нова опсежна акција против партизана коју су организовале квинслишке снаге – 12. одред Српске државне страже, Други љотићев одред, Добрички четнички одред, четнички одред Јована Ивковића Корвинског, одред Српске државне страже из Власотинца са жандармерсијким станицама из Равне Дубраве, Душника, Гаџиног Хана, Пуковца и других места. укупна јачина ових снааг је била око 2.000 људи. Они су 11. новембра опколили и уништили партизанску Бабичку групу од 37 партизана. Сутрадан 12. новембра два сељака из села Ступнице обавестили су квислишке снаге о присуству партизана у њиховом селу. Око поднева одред Српске државне страже је опколио засеок Запађе. У овој борби при покушају пробоја из окрузења погинуо је Синиша Јанић, организатор устанка у Власотиначком срезу и Драгомир Миладиновић Драгиша, првоборац из села Црвеног Брега код Предејана. Тада су рањени и заробљени Миодраг Миленковић Јова и Стојан Петровић Уча, који су касније стрељани на Бубњу код Ниша. У овој борби био је и рањен Драгомир Николић Аца, заменик политичког комесара одреда и Јелена Спасић Лела.

## 1943. година
Година 1943. најавила је слом фашистичких армија. Немци су после пораза код Стаљинграда прешли у дефанзиву, а Црвена армија у офанзиву. На афричком фронту Англо-Американци су потукли Ромелов корпус и загосподарили северном Африком из које су извршили десант на Сицилију. Јапанци су трпели губитке у Пацифику и уместо даљих освајања, прешли су су у одбрану подручја која су окупирали. Пошто мерама застрашивања није могао да спречи развој и ширење НОП-а, окупатор је у Власотиначком крају, прешао на репресивне мере. Немци су те године у Орашју стрељали десет припадника НОП-а, међу којима и Божидара Црнатовића, секретара организације КПЈ у Власотинцу.
Почетком године на територију власотиначког среза долази Светозар Вукмановић-Темпо, члан ЦК КПЈ и врховног штаба НОВЈ и ПОЈ. У власотиначком селу Равној Гори, он реорганизује Црнотравски и други јужноморавски НОП одред. Први командант овог одреда био је шпански борац и легендарни јунак Топлице Ратко Павловић Ћићко, који крајем априла 1943. гине под још историјски неразјашњеним околностима. У историографији постоје неколико тумачења различитих казивања непосредне борбе са Бугарима или залуталог метка. Остаје историјска загонертка до данашњег дана, јер постоји сумња у његовој ликвидацији због његовог уверења.
Првог маја 1943. године је из састава Другог јужноморавског НОП одреда формиран први батаљон и до краја године још неколико батаљона. Црна Трава постаје слободна територија, на којој је у целини ликвидирана опкупаторска власт. Оргнизовани су нарослободилачки одбори, војно-политички органи, друштвено-политичке организације и друго.
Током лета 1943. Немци и квислинзи хапсе партизанске породице и интернирају их у логоре, као таоце. Хапшења су извршена у Власотинцу, Орашју, Гложану и Грделици. Четници Драгољуба Михаиловића и одреди Недићеве српске државне пољске и граничне страже врше принудну мобилизацију људи, посебно младића стасалих за војску.
Англо-амерички савезници први пут спуштају партизанима на Добропољским ливадама (околина села Добро Поље) и Павловој Грмади оружје, муницију и другу војну опрему.
Крајем 1943.године бугарски окупатор предузима шире офанзивне операције против нарослободилачких снага и становништва у Црној Трави, Лужници и другим местима. Операције се преносе и на 1944. годину.

## 1945. година
Априла 1945. је пробијен Сремски фронт и Немци су били присиљени на повлачење. притиснута антифасиштићким снагама. Немачка армија је 9. маја капитулирала. Због савлађивања остатка квислиншких формација, рат у Југославији је завршен 15. маја 1945. године.
Сиромашни и опљачкани Власотиначки срез је током рата пртрпео тешка разарања. Уништено је пет села, позната је Гарска трагедија, спаљивање од стране бугара у селу Доње Гаре и стрељање недужних цивила у селу Јаковљеву и паљење села и присилни рад у Бугарској. Негде око 3.200 домова, стала, амбара, воденића и друго је уништено. Многи људи су трпели гладни, живели у земуницама и колибама, неки нису преживели рат, дали су своје животе за слободу. Тако је после ослобођења у многим селима обележјем - на спомен плочама-, остао траг жртвовања живота за слободу поколења.

## Народни хероји и истакнуте личности НОП
Народни хероји Југославије и истакнути борци Народноослободилачког покрета са подручја Власотинаца:
- Милорад Диманић
- Синиша Јанић
- Драгољуб Петковић Столе
- Петар Станковић Љуба